# قطعنامه ۴۷۰ شورای امنیت
قطعنامه ۴۷۰ شورای امنیت سازمان ملل متحد که در تاریخ ۳۰ مه ۱۹۸۰ تصویب شد، سندی بین‌المللی دربارهٔ اسرائیل-جمهوری عربی سوریه است. این قطعنامه طی نشست ۲٬۲۲۴ام با ۱۴ موافق، ۰ مخالف و ۰ ممتنع تصویب شد.